# Список послов СССР и России в Анголе
В статье представлен список послов СССР и России в Анголе.
- 11 ноября 1975 г. — установление дипломатических отношений на уровне посольств.

## Список послов
| Срок полномочий                    | Посол                         | Годы жизни | Вручение верительных грамот |
| ---------------------------------- | ----------------------------- | ---------- | --------------------------- |
| СССР                               |                               |            |                             |
| 3 марта 1976 — 17 марта 1978       | Борис Сергеевич Воробьёв      | 1923—1983  | 14 апреля 1976              |
| 17 марта 1978 — 16 декабря 1983    | Вадим Петрович Логинов        | 1927—2016  | 20 мая 1978                 |
| 16 декабря 1983 — 3 сентября 1987  | Арнольд Иванович Калинин      | 1929—2011  | 4 января 1984               |
| 3 сентября 1987 — 10 октября 1990  | Владимир Николаевич Казимиров | 1929—2024  |                             |
| 10 октября 1990 — 25 декабря 1991  | Юрий Семёнович Капралов       | род. 1943  |                             |
| Российская Федерация               |                               |            |                             |
| 25 декабря 1991 — 26 июня 1995     | Юрий Семёнович Капралов       | род. 1943  |                             |
| 26 июня 1995 — 17 декабря 1999     | Владимир Николаевич Раевский  | род. 1939  |                             |
| 21 декабря 1999 — 14 августа 2002  | Сергей Вадимович Андреев      | род. 1958  |                             |
| 14 августа 2002 — 14 сентября 2007 | Андрей Вадимович Кемарский    | род. 1955  |                             |
| 14 сентября 2007 — 19 октября 2012 | Сергей Васильевич Ненашев     | род. 1947  |                             |
| 19 октября 2012 — 23 мая 2017      | Дмитрий Анатольевич Лобач     | род. 1958  |                             |
| 23 мая 2017 — 18 августа 2025      | Владимир Николаевич Тараров   | род. 1960  | 1 ноября 2017               |